# Iglesia de Santa Lucía (Río de Janeiro)
La iglesia de Santa Lucía es un templo católico localizado en el barrio Centro de la ciudad de Río de Janeiro (Brasil). La ermita original data del siglo XVI y se encontraba a orillas de la bahía de Guanabara. La fachada cuenta con torres de estilo neoclásico. En su interior se destacan la talla dora del ábside y de los altares, que remontan al siglo XIX.

## Historia
Una de las versiones sobre el origen de este templo es que el navegador Fernando de Magallanes, de pasada por la bahía de Guanabara en diciembre de 1519, mandó construir una pequeña ermita en el lugar, entonces en el litoral. Allí habría depositado una imagen de Nuestra Señora de los Navegantes.

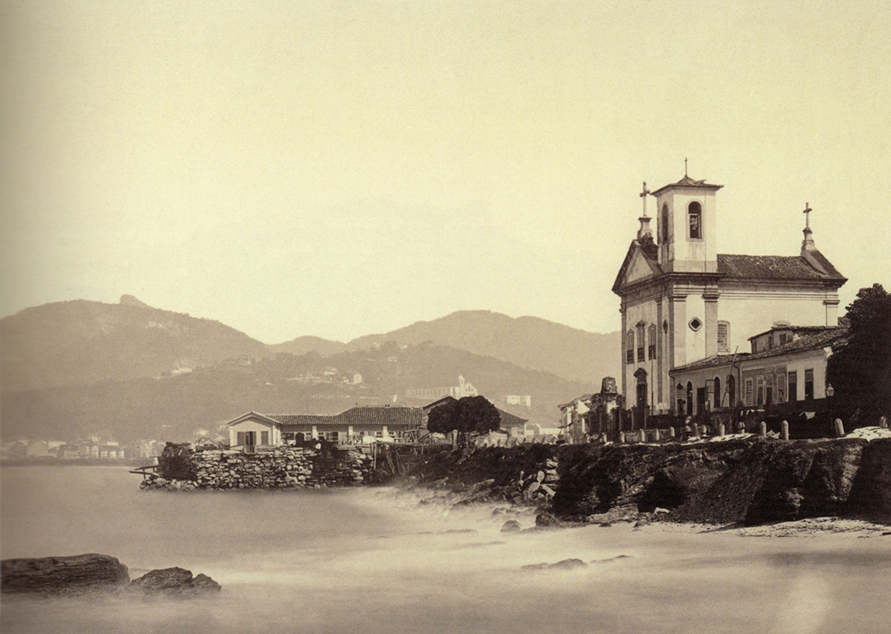
Iglesia y playa de Santa Lucía. Fotografía de George Leuzinger, tomada hacia 1865.

Otra versión atribuye su construcción a religiosos franciscanos, que llegaron a la bahía en 1592.  De cualquier modo, la construcción del siglo XVI fue ampliada en 1752.
En el contexto de la transferencia de la corte portuguesa para lo Brasil, Juan VI de Portugal mandó abrir la calle de Santa Lucía (1817), que alcanzaba el Convento de la Ayuda, para poder transitar con su carruaje hasta el templo
Esto, como pago de una promesa para que su nieto, el infante Sebastián, se curara de una molestia ocular. Así, la iglesia de Santa Lucía tuvo su acceso facilitado. Entre otras representaciones, se encuentra figurada en acuarela de Thomas Ender.
En la década de 1920, con la demolición del morro del Castillo, se formó una explanada con los materiales, formándose las ganancias de tierra al mar (los aterros) que adelantaron varios metros la playa en la de la bahía de Guanabara.
Existió primitivamente, en los fondos del templo, en la cima del morro hoy desaparecido, una fuente de agua a la cual se atribuían puedas milagrosos. Esa devoción es recordada aún hoy por una boquilla instalada en la sacristía.